# Avenue Brickell Tower
Avenue Brickell Tower est un gratte-ciel résidentiel de 146 mètres de hauteur construit à Miami en Floride aux États-Unis de 2005 à 2007, situé sur l'avenue Brickell ou se trouvent un grand nombre de gratte-ciel.
L'architecte est l'agence SB Architects aujourd'hui appelée 10SB à la suite d'une fusion.